# Wanker Records
Wanker Records ist ein deutsches Plattenlabel und wird seit Dezember 2001 von Nick Wanker (u. a. Bassist von der kalifornischen Band One Way Down und Bandgründer der Band Frank Fortuna) geführt.
Die Musikstile der Wanker-Bands reichen von Punk (Dee Dee Ramone, Projekt Kotelett, Terrorgruppe, Kill Allen Wrench, Youth Gone Mad …) über Rock (Michel Solis, One Way Down, The Willowz, Paleface), Death Metal (Now Noise, Crack Up) und Ambient Soundtrack (Frank Fortuna).
Die Preise der Tonträger (Vinyl und CD) werden niedrig gehalten und in regelmäßigen Abständen erscheint ein Labelsampler mit dem Namen Killer in Your Radio (bis Juni 2007 drei Folgen), welcher immer mit Mark Kostabi Artwork Use Your Illusion in abwechselnden Grundfarben erscheint. Dasselbe Front-Cover erschien im Original bei der Rockband Guns N’ Roses.